# Ecphylus leptosulcus
Ecphylus leptosulcus är en stekelart som beskrevs av Marsh 1965. Ecphylus leptosulcus ingår i släktet Ecphylus och familjen bracksteklar. Inga underarter finns listade i Catalogue of Life.